# Inside Man (série de televisão)
Inside Man é uma série de televisão britânica de drama e suspense criada por Steven Moffat. A série com quatro episódios estreou em 26 de setembro de 2022 e foi transmitida pela BBC One. Foi lançado na Netflix nos Estados Unidos em 31 de outubro de 2022.

## Elenco
- David Tennant como Harry Watling
- Stanley Tucci como Jefferson Grieff
- Dolly Wells como Janice Fife
- Lydia West como Beth Davenport
- Lyndsey Marshal como Mary Watling
- Dylan Baker como Casey
- Atkins Estimond como Dillon Kempton
- Louis Oliver como Ben Watling
- Eke Chukwu como Keith
- Kate Dickie como Morag
- Mark Quartley como Edgar
- Tilly Vosburgh como Hilda
- Boo Golding como DS Clyde

## Recepção
No Rotten Tomatoes, a série detem um indice de 67% de aprovação, com base em 24 críticas, com uma nota média de 6,9/10. O consenso dos críticos do site diz: "As ambições de Inside Man são prejudicadas por tramas desajeitadas e previsíveis, embora as atuações de Stanley Tucci e David Tennant sejam uma compensação bem-vinda para os espectadores que gostam de thrillers sinuosos".